# Trott Moloto
Trott Nchilo Moloto (ur. 19 lipca 1956) – południowoafrykański trener piłkarski, w latach 1998-2000 selekcjoner reprezentacji Republiki Południowej Afryki.

## Kariera trenerska
W swojej karierze trenerskiej Moloto był w latach 1998-2000 selekcjonerem reprezentacji Republiki Południowej Afryki, którą w 2000 roku doprowadził do zajęcia 3. miejsca w Pucharze Narodów Afryki. W swojej karierze prowadził m.in. tanzański klub Simba SC i rodzimy Mamelodi Sundowns.